# ماتسودایرا یوشیناگا
ماتسودایرا یوشیناگا (به ژاپنی: 松平 慶永 Matsudaira Yoshinaga) یا ماتسودایرا شونگاکو; ۱۰ اکتبر ۱۸۲۸ – ۲ ژوئن ۱۸۹۰) سامورایی، دایمیوی اهل ژاپن بود.